# Дюфур, Франсуа Мари
Франсуа Мари Дюфур (фр. François Marie Dufour; 1769—1815) — французский военный деятель, дивизионный генерал (1813 год), барон (1812 год), участник революционных и наполеоновских войн.

## Биография
Начал на военную службу 28 сентября 1792 года добровольцем в 8-м батальоне Па-де-Кале. Сражался в рядах Северной армии. 14 октября был избран сослуживцами капитаном, а 4 ноября уже подполковником. Участвовал в сражении при Жемаппе. В марте 1793 года Дюфур был в битве при Неервиндене. Служил в Арденнской армии с 1793 года до июля 1794 года, когда он вступил в Самбро-Маасскую армию. Участвовал в нападении на Штромберг и в осаде Маастрихта, где был ранен пулей.
В 1795 году Дюфур присоединился к Рейнской армии, и 3 июля был назначен командиром батальона 79-й полубригады линейной пехоты. В 1797 году переведён в Итальянскую армию, и с июня служил на Ионических островах. С 1798 по 1799 год был в составе гарнизона Корфу, защищал остров от объединённых русско-турецких сил. 22 октября 1798 года был произведён в полковники. В марте 1799 года попал в плен после сдачи гарнизона. 30 ноября 1799 года, всё ещё находясь в плену, был назначен командиром 6-й полубригады линейной пехоты. В 1800 году был отпущен на свободу, и присоединился к Резервной армии.
С 1803 года служил в составе Неаполитанского корпуса. После того, как французы захватили Неаполь в 1806 году, Дюфур перешёл на службу короля Жозефа Бонапарта. Принимал участие в осаде Гаэты. 19 января 1807 года был произведён в бригадные генералы неаполитанской службы.
18 июня 1811 года возвратился на французскую службу с назначением командиром 3-й бригады 2-й пехотной дивизии наблюдательного корпуса Эльбы, переименованного впоследствии в 1-й армейский корпус Великой Армии. Дюфур принимал участие в Русской кампании 1812 года в составе дивизии Фриана. Отличился в сражении при Бородино, где был ранен. Затем захватил Кремль после входа французской армии в Москву. С 7 сентября заменил Фриана на посту командира дивизии. Сражался при Винково и Красном, где получил новое ранение пулей в руку.
4 марта 1813 года получил звание дивизионного генерала, и 22 марта возглавил 5-ю пехотную дивизию 2-го армейского корпуса и в апреле служил в Харбурге, участвовал в Саксонской кампании. В мае Дюфур и его люди одержали победы у Цолленспикера и Теттерборна, а затем в августе он принял участие в Дрезденской битве. Когда Великая Армия была разгромлена при Лейпциге и отступала, Дюфур в ноябре руководил набором в Страсбурге. С 21 декабря 1813 года возглавлял 1-ю пехотную дивизию того же корпуса. 7 января 1814 года получил под своё начало 1-ю дивизию Парижского резерва под началом генерала Жерара, во главе которой 19 февраля присоединился ко 2-му корпусу, и сражался против интервентов в Шампани. Отличился в сражении при Ла-Ротьере.
После первой Реставрации занимал пост командующего департамента Нор. Во время «Ста дней» присоединился к Императору и 31 марта 1815 года возглавил 5-ю пехотную дивизию 2-го корпуса генерала Рея в Северной армии. Однако 14 апреля Дюфур умер от болезни.

## Воинские звания
- Капитан (14 октября 1792 года);
- Подполковник (4 ноября 1792 года);
- Полковник (22 октября 1798 года, утверждён 30 ноября 1799 года);
- Бригадный генерал неаполитанской службы (19 января 1807 года);
- Бригадный генерал (18 июня 1811 года);
- Дивизионный генерал (4 марта 1813 года).

## Титулы
- Барон Дюфур и Империи (фр. baron Dufour et de l'Empire; 18 июня 1812 года)[1].

## Награды
Легионер ордена Почётного легиона (11 декабря 1803 года)
 Офицер ордена Почётного легиона (14 июня 1804 года)
 Коммандан ордена Почётного легиона (17 мая 1806 года)
 Командор королевского ордена Обеих Сицилий (19 мая 1808 года)
 Кавалер военного ордена Святого Людовика (19 июля 1814 года)